# Galsar járás
Galsar járás (mongol nyelven: Галшар сум) Mongólia Hentij tartományának egyik járása. Területe 6676 km². Népessége kb. 2900 fő.
Székhelye, Bujant (Буянт) 128 km-re fekszik Öndörhán tartományi székhelytől.